# جون ستيفنسون (سياسي)
جون ستيفنسون هو سياسي كندي، ولد في 1848.